# نصري عطوي
نصري طوني عطوة (بالأحرف اللاتينية Nasri Tony Atweh) المعروف باسم نصري كاسم فني أو أحيانا نصري عطوة مغني ومؤلف أغاني ومنتج موسيقي كندي من أصل عربي فلسطيني، وهو بالإضافة إلى عمله المنفرد، يشكل فريقا ثنائيا مع كاتب الأغاني Adam Messinger ويعملان تحت اسم The Messengers.
ولد نصري في تورونتو، كندا، بدأ حياته الفنية كمغني منفرد في كندا خلال عامي 2003 - 2004 حيث كان له عدة سينغلز ومنها "Go" و"Over N Done With"، بالإضافة إلى انشهاره بصوته العذب والجميل في أغان عدة.
انتقل بعدئذ إلى لوس أنجلس، كاليفورنيا في الولايات المتحدة حيث تعاون مع المؤلف الموسيقي Adam Messinger وألف أغاني لعدد من المغنين المشهورين من أهمهم جستين بيبر، كريس براون، نيو كيدز أون دا بلوك، مايكل بولتون، بالإضافة إلى فانيسا هادجنز، نو أنجلس بالتعاون ضمن فريق The Messengers. كما عمل منفردا مع شيريل كول، كما تعامل مع منتجين مهمين مثل بيبي فيس، ريد-وان المغربي الأصل، إيكون وغيرهم.

## وصلات خارجية
- نصري عطوي على موقع IMDb (الإنجليزية)
- نصري عطوي على موقع ميوزك برينز (الإنجليزية)
- نصري عطوي على موقع ميوزك برينز (الإنجليزية)
- نصري عطوي على موقع أول ميوزيك (الإنجليزية)
- نصري عطوي على موقع ديسكوغز (الإنجليزية)
- نصري عطوي على موقع ديسكوغز (الإنجليزية)

- موقع نصري على MySpace